# Anna-Maria Ravnopolska-Dean
Anna-Maria Ravnopolska-Dean (bulharsky Анна-Мария Равнополска-Дийн, * 3. srpna 1960 v Sofii) je bulharská harfistka, komponistka a hudební pedagožka.

## Životopis

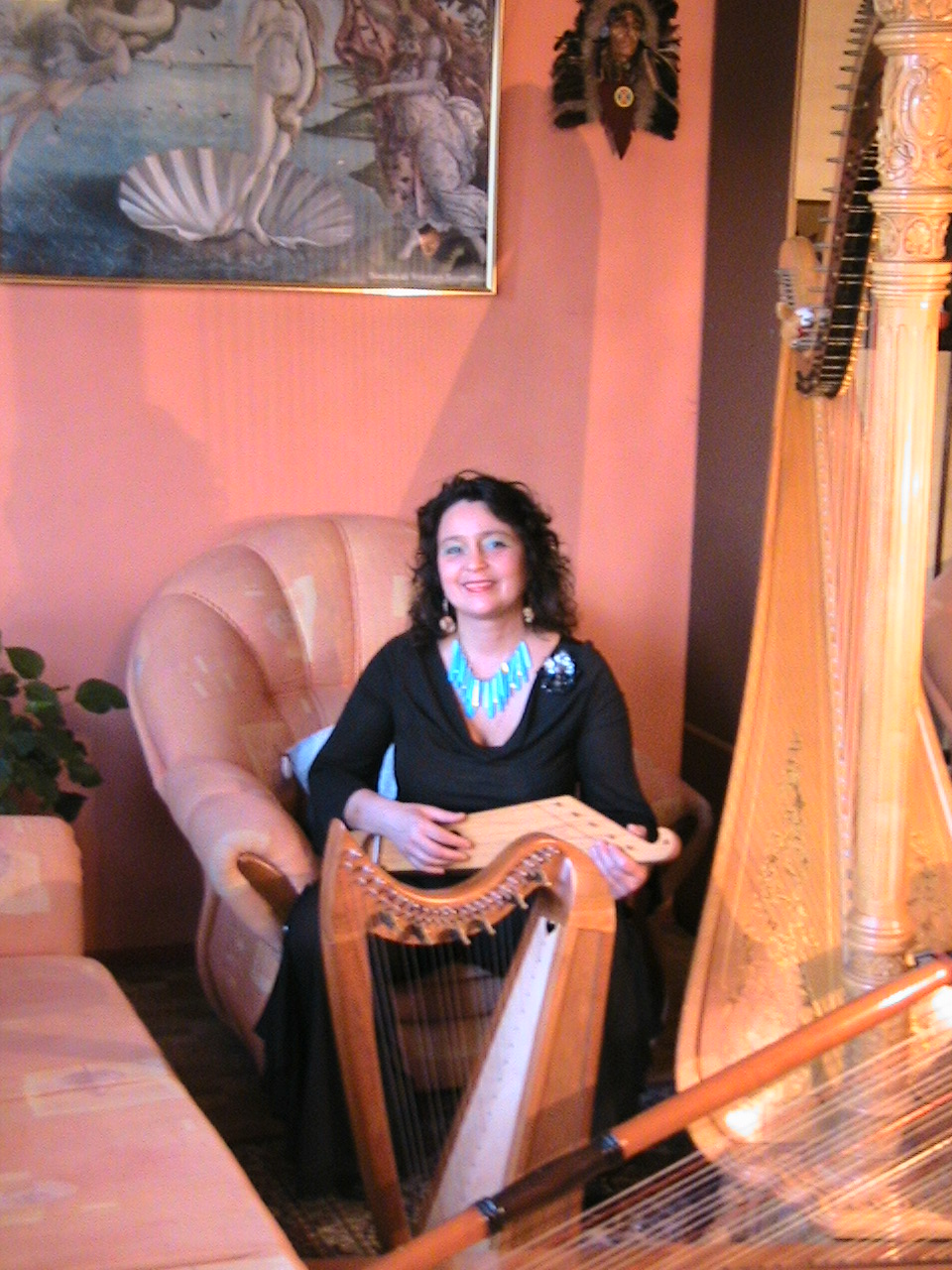
Anna-Maria Ravnopolska-Dean se svým kantele, velkou koncertní, irskou a paraguayskou harfou

Absolvovala sofijskou Akademii múzických umění, studovala také u Liany Pasqualiové a na Indiana University v Bloomingtonu (u Susann McDonald). 
V roce 1992 debutovala jakožto sólistka v newyorské Carnegie Hall.

## Diskografie
- Bulgarian Harp Favorites, Arpa d’oro, CD 2003
- Legende: French Music for Harp, Gega compact disc, 1999
- Harpist at the Opera (honoring the Donizetti bicentennial), Arpa d'oro CD, 1997
- Harps of the Americas (Paraguayan and pedal harps), Arpa d'oro CD, 1996
- Erich Schubert Pop Harp Festival, Gega CD, 1994
- A Harpist's Invitation to the Dance, Gega CD, 1992